# Happy! (comics)
Pour les articles homonymes, voir Happy.
Happy! est une série de comics créée par Grant Morrison et Darick Robertson, publiée sous forme de comic books par Image Comics. Entre 2012 et 2013, la série est traduite en français par Delcourt.
Le comics a été adapté en une série télévisée du même nom Happy!, diffusée sur Syfy le 6 décembre 2017. C'est le premier travail de Morrison à être adapté pour la télévision.

## Synopsis
Nick Sax est un ex-flic ripou reconverti en tueur à gages sans domicile fixe, drogué et cynique et qui a sombré dans l'alcool. Lorsqu'un de ses contrats tourne mal après avoir été blessé par balle et laissé pour mort, il se retrouve avec les flics et la mafia sur son dos. C'est à ce moment qu'une licorne bleue apparaît et qu'il doit poursuivre un kidnappeur déguisé en Père Noël qui a enlevé une fille nommée Hailley.

## Personnages
- Nick Sax
- Happy, la licorne bleue
- Meredith McCarthy
- Mikey Fratelli
- M. Smoothie

## Parutions

### Version originale
- Tome 1, septembre 2012
- Tome 2, octobre 2012
- Tome 3, décembre 2012
- Tome 4, février 2013

### Version française
Tous les albums sont réunis dans une intégrale sortie dans la collection « Contrebande » des éditions Delcourt :
- 1 Happy, Delcourt, septembre 2013
Scénario : Grant Morrison - Dessin : Darick Robertson - (ISBN 978-2-7560-4215-2)

## Adaptation télévisée
La bande dessinée est adaptée en série télévisée, Happy!, diffusée sur Syfy le 6 décembre 2017. C'est l'acteur Christopher Meloni qui joue le rôle de Nick Sax tandis que Patton Oswalt prête sa voix à Happy, la petite licorne bleue dans la version originale. L'animal imaginaire est entièrement réalisé en images de synthèse.